# Watchers III
Watchers III è un film del 1994 diretto da Jeremy Stanford.
Vagamente tratto dal romanzo Mostri di Dean R. Koontz, il film è il sequel di Alterazione genetica II, a sua volta sequel di Alterazione genetica.
Prodotto da Roger Corman, Watchers III è stato interamente girato in Perù.

## Trama
Un esperimento top secret genera due forme di vita altamente intelligenti: Einstein, un golden retriever con un QI di 175; e l'Outsider, un essere mostruoso e deforme con un unico scopo nella vita: uccidere e vendicarsi dei suoi creatori. Quando l'Outsider fugge nelle giungle del Sud America, il governo manda Ferguson ed alcuni ex detenuti militari per catturare la creatura. Ma ciò che inizia come un inseguimento ad alta velocità termina con una carneficina. Solo Einstein conosce i motivi dell'Outsider, e solo il cane può superare in astuzia la creatura.

## Distribuzione
Questo film non ha avuto una distribuzione cinematografica ed è uscito direttamente straight-to-video. Negli Stati Uniti il film è stato distribuito in DVD dalla New Concorde Home Entertainment nel 2003. Il film è notevole in quanto molti recensori hanno osservato come la trama copiasse il film Predator con Arnold Schwarzenegger.